# 음성여자중학교
음성여자중학교(陰城女子中學校)는 대한민국 충청북도 음성군 음성읍 평곡리에 있는 공립 중학교이다.

## 학교 연혁
- 1959년 5월 30일 : 음성여자중학교 설립 인가 (6학급)
- 1959년 7월 1일 : 개교 (음성중학교에서 여학생 165명 학적 인수)
- 1959년 8월 5일 : 초대 강진원 교장 부임
- 1960년 8월 26일 : 학급증설 인가 (9학급)
- 1974년 3월 1일 : 충북 음성군 음성읍 평곡리 830-3으로 교사 이전
- 2011년 5월 19일 : 미래형 첨단교실 및 영어 전용교실 리모델링
- 2011년 12월 26일 : 교과교실 리모델링 (영어, 수학, 과학)
- 2024년 2월 2일 : 제65회 졸업 70명
- 2024년 3월 4일 : 신입생 60명 입학
- 2024년 9월 1일 : 류원걸 교장 부임

## 참고 자료
- 음성여자중학교 - 한국교육학술정보원 학교알리미